# Índice cintura-altura
El índice cintura-altura (ICA), también llamado índice cintura-talla (ICT) o índice cintura-estatura (ICE), es definido como el cociente entre la circunferencia de la cintura (medida generalmente a nivel del ombligo) y la altura, ambos medidos en las mismas unidades. El ICT es una medida de la distribución de la grasa corporal. Valores más altos del ICA indican mayor riesgo de obesidad relacionado con enfermedades cardiovasculares, correlacionadas con la obesidad abdominal de un modo más preciso que el índice de masa corporal.(IMC)

{\displaystyle {\mbox{ICA}}={\frac {\text{circunferencia de la cintura}}{\text{altura}}}\,\!}

Un estudio de 2010 concluyó que el ICA es una medida más exacta para predecir el riesgo de infarto del corazón, de miorcardio o la muerte que el IMC más ampliamente usado. Del mismo modo, un estudio independiente en 2011 encontró que el índice cintura-cadera era un índice mejor para predecir el riesgo de infarto isquémico.
Sin embargo, el ICA no se ha demostrado como un buen índice para la diabetes mellitus en un último estudio de 2011.
Un ICA por encima de 0,5 es crítico y significa un riesgo importante. Una revisión de 2010 de estudios publicados concluyó que el ICA podría ser ventajoso para eliminar la necesidad de diferenciar los valores límites por edad, sexo o procedencia étnica. Para personas menores de 40 años el valor crítico es 0.5, para personas entre los 40-50 el valor crítico se encuentra entre 0.5 y 0.6, y para personas mayores de 50 el valor crítico empieza en 0.6
| Individuos                        | ICA    |
| --------------------------------- | ------ |
| Marilyn Monroe                    | 0.3359 |
| Beyoncé                           | 0.3881 |
| Nadadora universitaria            | 0.4240 |
| Nadador universitario             | 0.4280 |
| Musculista                        | 0.4580 |
| Mujer con cierto riesgo           | 0.4920 |
| Valor límite general              | 0.5000 |
| Riesgo equivalente a IMC 25       | 0.5100 |
| Hombres con cierto riesgo / Obesa | 0.5360 |
| Riesgo equivalente a IMC 30       | 0.5700 |
| Obeso                             | 0.5770 |
| Riesgo importante para la salud   | 0.5820 |

[cita requerida]
Como comparativa, la siguiente tabla con las categorías y los valores límites en función de la salud:
| Niños/as y adolescentes (hasta 15 años) | Hombre      | Mujer       | Categoría              | Ejemplos |
| --------------------------------------- | ----------- | ----------- | ---------------------- | --- |
| <0.34                                   | <0.34       | <0.34       | Extremadamente delgado | Marilyn Monroe (0.3359) |
| 0.35 a 0.45                             | 0.35 a 0.42 | 0.35 a 0.41 | Delgado sano           | Beyonce (0.3881) Kate Moss (0.3882)                                                                                                |
| 0.46 a 0.51                             | 0.43 a 0.52 | 0.42 a 0.48 | Sano                   | Nadadora universitaria (0.4240) Nadador universitario (0.4280) Ashley Graham (modelo de talla grande) (0.4354) Musculista (0.4580) |
| 0.52 a -.63                             | 0.53 a 0.57 | 0.49 a 0.53 | Sobrepeso              | Límite para considerar riesgo en mujeres (0.4920) Límite para considerar riesgo en hombres (0.5360)                                |
| 0.64 +                                  | 0.58 a 0.62 | 0.54 a 0.57 | Sobrepeso elevado      | |
|                                         | 0.63 +      | 0.58 +      | Obesidad mórbida       | |